# Hyalobathra wilderi
Hyalobathra wilderi là một loài bướm đêm trong họ Crambidae.